# 198
Правління Септімія Севера в Римській імперії.
У Китаї править династія Хань, в Індії — Кушанська імперія.

## Події
- Сина Семпімія Севера Каракаллу проголошено августом.
- Сина Семпімія Севера Гету проголошено цезарем.
- У битві при Сяпі Цао Цао переміг Люя Бу.
- Битва при Ктесіфоні (198)